# 细体顶鳞藓
细体顶鳞藓（学名：Acrolejeunea pusilla）为细鳞藓科顶鳞藓属下的一个种。